# Krunoslav Slabinac
Krunoslav "Kićo" Slabinac (Osijek, 28 de março de 1944 – Zagreb, 13 de novembro de 2020) foi um cantor folk croata. As suas especialidades são as canções inspiradas na música folk da Eslavónia (região da Croácia) e o uso de instrumentos tradicionais como a tamburica. Participou em diversas ocasiões no Festival de Split, vencendo em 1969 com a canção "Cvijet čežnje".
Kićo representou a antiga Jugoslávia no Festival Eurovisão da Canção 1971, interpretando "Tvoj dječak je tužan".
En 15 de novembro de 2008, ocorreu um acidente envolvendo Slabinac em Feričanci, Croácia. Não se sabe quem teve culpa, se Slabinac ou o outro condutor.
Morreu em 13 de novembro de 2020 em um hospital de Zagreb, aos 76 anos.

## Discografia
- 1971 - Tvoj dječak je tužan
- 1975 - Hej bećari
- 1978 - Pusti noćas svoje kose
- 1979 - Seoska sam lola
- 1984 - Krunoslav Slabinac
- 1985 - Stani suzo
- 1986 - Dal' se sjećaš
- 1987 - Oj, garava, garava
- 1988 - Tiho, tiho uspomeno
- 1991 - Za tebe
- 1992 - Christmas with Kićo
- 1995 - Ako zora ne svane
- 1995 - Sve najbolje
- 2006 - Zlatna kolekcija